# Calendarul mondial
Calendarul mondial (engleză: The World Calendar) este o propunere de reformare a calendarului gregorian inițiată de Elisabeth Achelis din Brooklyn, New York în 1930.

## Istorie
În 1923, Liga Națiunilor a pus pe ordinea de zi un studiu privind un calendar de tip nou și un Comitet Special a fost format. În același an, biserica anglicană, ortodoxă și romano-catolică au spus că nu sunt probleme dogmatice în ceea ce privește noul calendar și au fixat o dată pentru Paște. În 1927, Liga Națiunilor cere guvernelor să studieze acest subiect.

## Calendarul

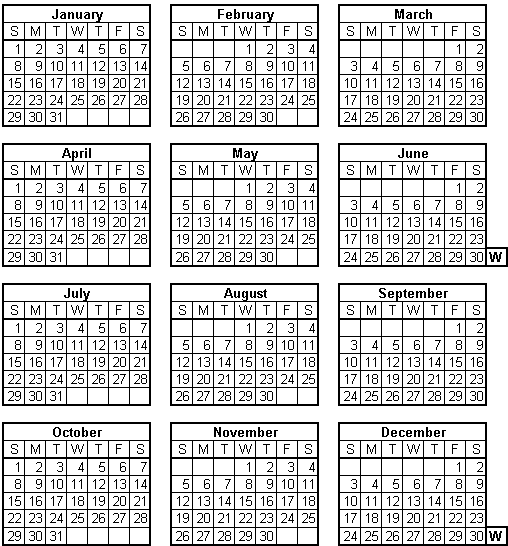

|                                                                                            | ian, apr, iul, oct | ian, apr, iul, oct | ian, apr, iul, oct | ian, apr, iul, oct | ian, apr, iul, oct | feb, mai, aug, nov | feb, mai, aug, nov | feb, mai, aug, nov | feb, mai, aug, nov | mar, iun, sep, dec | mar, iun, sep, dec | mar, iun, sep, dec | mar, iun, sep, dec |
| D                                                                                          | 1                  | 8                  | 15                 | 22                 | 29                 | 5                  | 12                 | 19                 | 26                 | 3                  | 10                 | 17                 | 24                 |
| L                                                                                          | 2                  | 9                  | 16                 | 23                 | 30                 | 6                  | 13                 | 20                 | 27                 | 4                  | 11                 | 18                 | 25                 |
| M                                                                                          | 3                  | 10                 | 17                 | 24                 | 31                 | 7                  | 14                 | 21                 | 28                 | 5                  | 12                 | 19                 | 26                 |
| M                                                                                          | 4                  | 11                 | 18                 | 25                 | 1                  | 8                  | 15                 | 22                 | 29                 | 6                  | 13                 | 20                 | 27                 |
| J                                                                                          | 5                  | 12                 | 19                 | 26                 | 2                  | 9                  | 16                 | 23                 | 30                 | 7                  | 14                 | 21                 | 28                 |
| V                                                                                          | 6                  | 13                 | 20                 | 27                 | 3                  | 10                 | 17                 | 24                 | 1                  | 8                  | 15                 | 22                 | 29                 |
| S                                                                                          | 7                  | 14                 | 21                 | 28                 | 4                  | 11                 | 18                 | 25                 | 2                  | 9                  | 16                 | 23                 | 30                 |
| 30lea decembrie, ziua lumii după 30lea iunie, după ziua anului bisect (numai în an bisect) |                    |                    |                    |                    |                    |                    |                    |                    |                    |                    |                    |                    |                    |